# Aulopidae
Aulopidae är en familj av fiskar. Aulopidae ingår i ordningen laxtobisartade fiskar (Aulopiformes). Enligt Catalogue of Life omfattar familjen Aulopidae 10 arter. Fishbase listar 12 arter.
Familjens medlemmar förekommer i tropiska och subtropiska delar av Atlanten, Medelhavet och Stilla havet. Det vetenskapliga namnet är bildat av det grekiska ordet för flöjt.
Släkten enligt Catalogue of Life:
- Aulopus
- Hime
- Latropiscis

Fishbase listar ytterligare ett släkte:
- Leptaulopus

## Bildgalleri

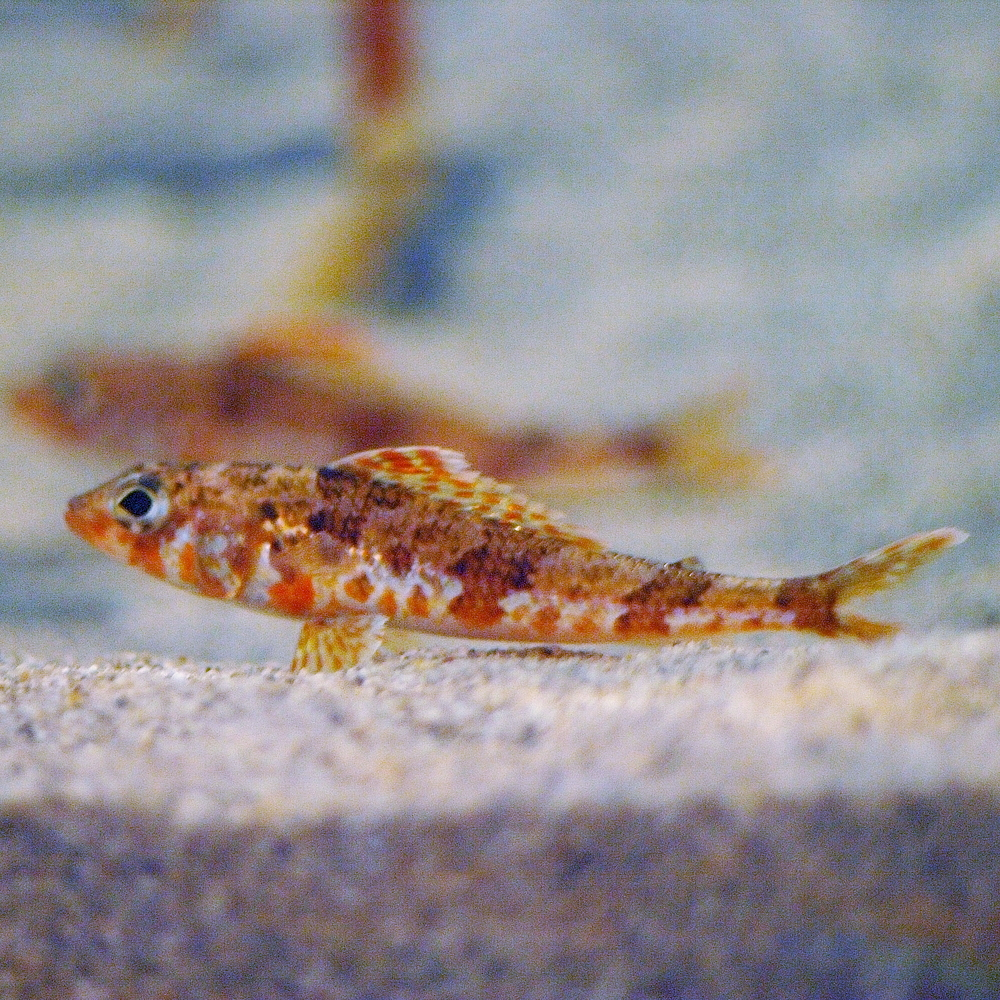
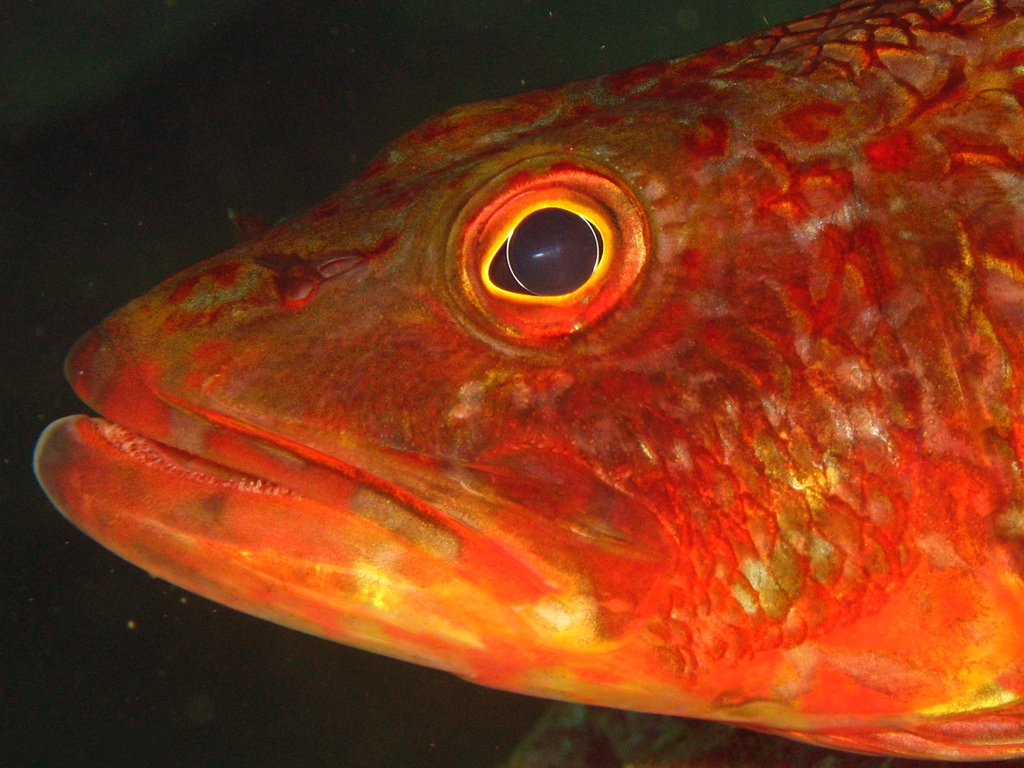
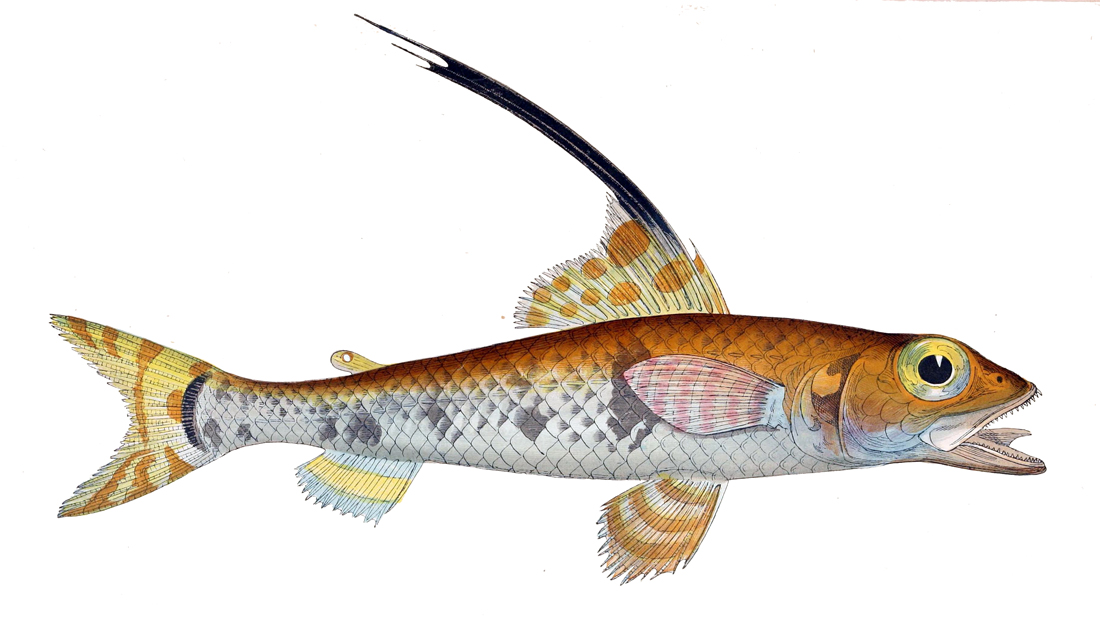